# نظم نوین (آلبوم)
«نظم نوین» (به انگلیسی: The New Order) آلبومی از تستمنت است که در سال ۱۹۸۸ میلادی منتشر شد.